# Libínské Sedlo

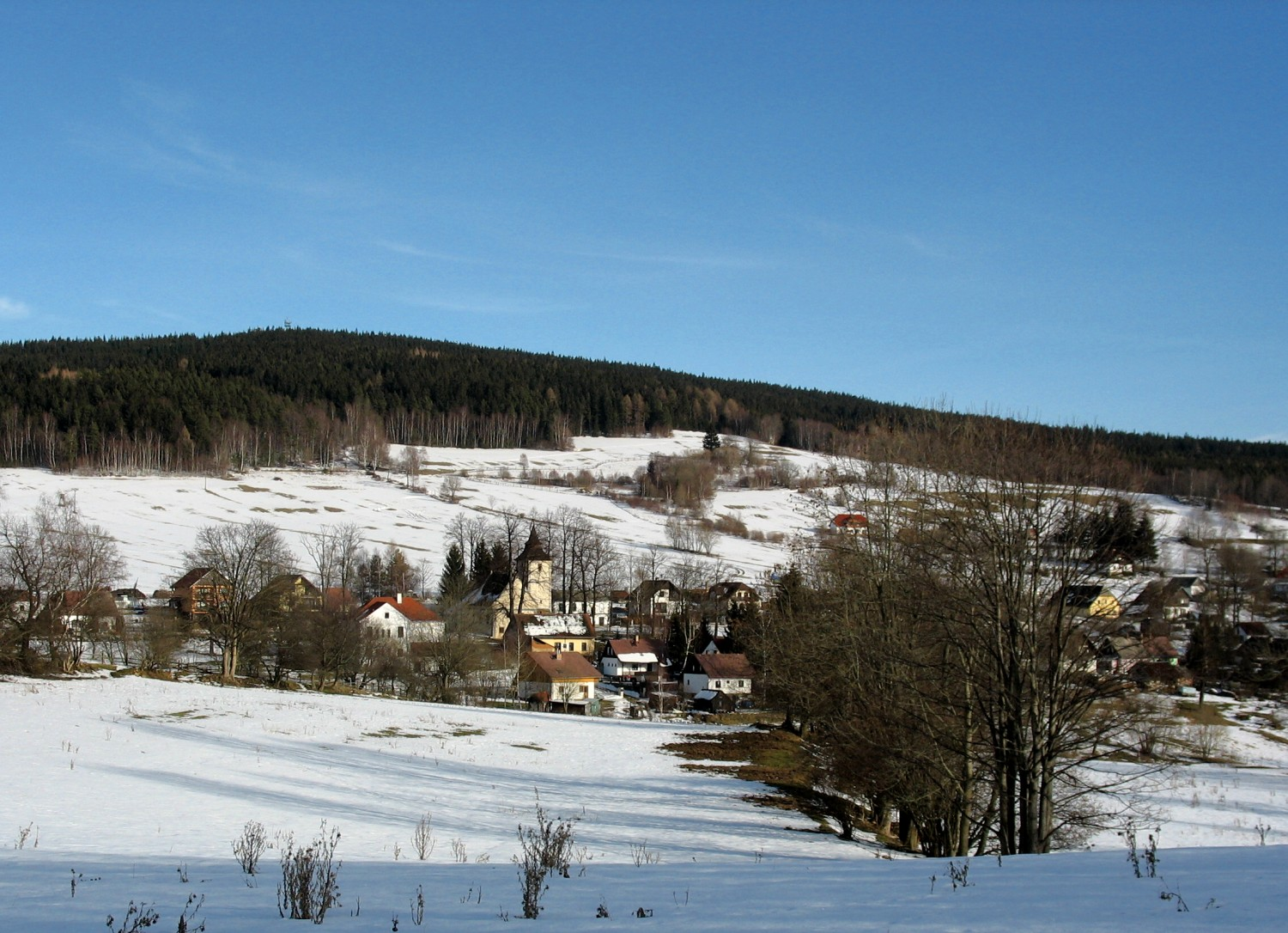
Blick auf Libínské Sedlo

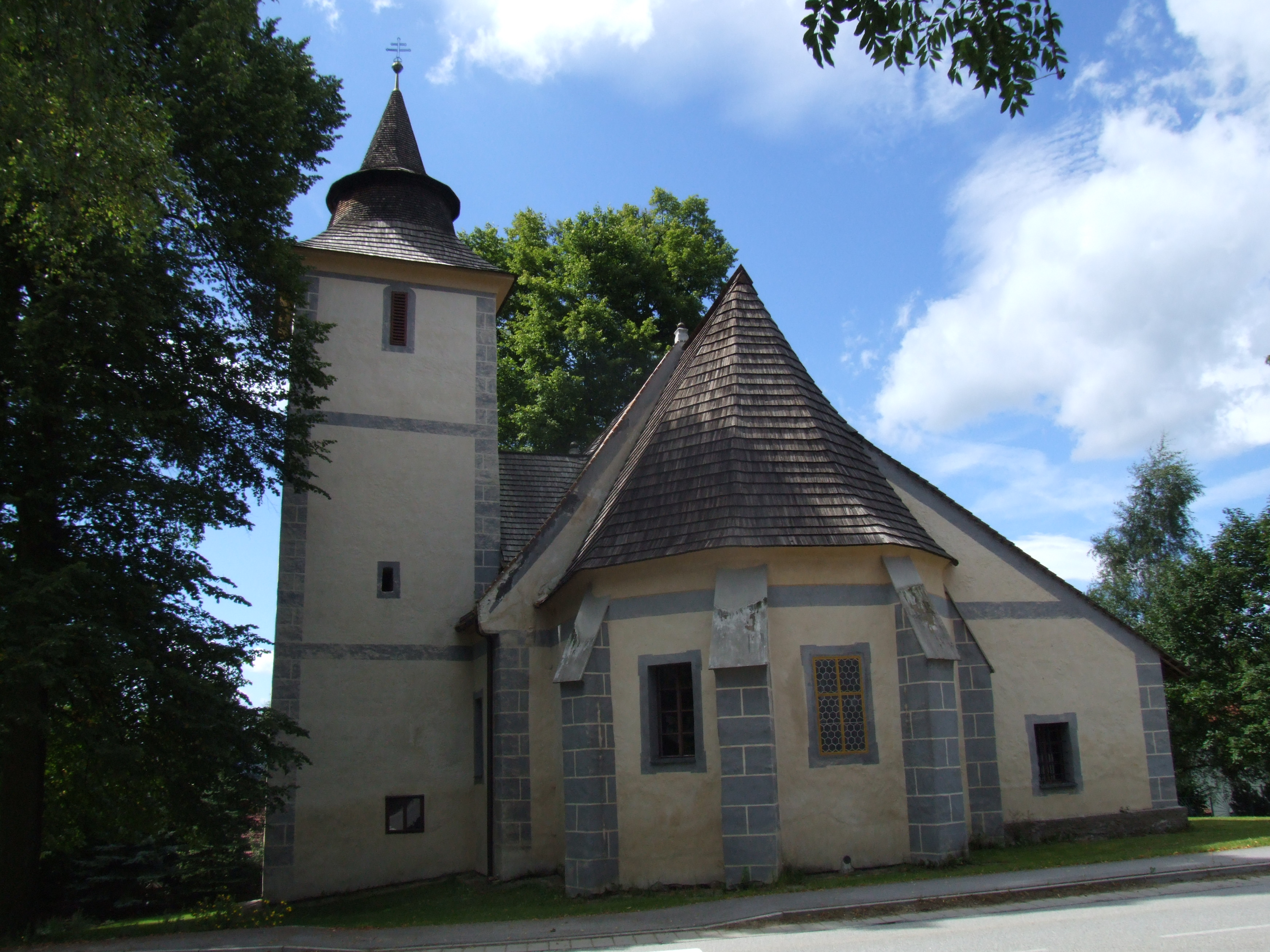
Kirche der hl. Anna

Libínské Sedlo, bis 1950 Fefry, (deutsch Pfefferschlag) ist ein Ortsteil der Stadt Prachatice in Tschechien. Er liegt vier Kilometer südlich des Stadtzentrums von Prachatice und gehört zum Okres Prachatice.

## Geographie
Libínské Sedlo befindet sich auf einem Sattel westlich des Libiner Kamms im Böhmerwaldvorland. Das Dorf liegt am Oberlauf des Farský potok (Pfarrbach), der ebenso wie der südlich des Ortes fließende Černý potok (Schwarzbach), südöstlich von Libínské Sedlo entspringt. Gegen Norden befindet sich das Quellgebiet des Baches Fefrovský potok (Pfefferschlager Bach). Nördlich erheben sich die Černá hora (Schwarzberg, 897 m) und der Na Vyhlídce (828 m), im Osten der Libín (1093 m), südöstlich der Na Skalce (1025 m), im Süden der Libínský les (901 m), südwestlich der Sviňovický vrch (935 m), im Westen der Albrechtovický kopec (839 m) sowie nordwestlich der Petrovický vrch (835 m) und der Volovický vrch (Kohlstatt, 961 m). Durch Libínské Sedlo führt die Staatsstraße II/141 zwischen Prachatice und Volary. 
Nachbarorte sind Křeplice, Volovice, Cvrčkov, Prachatice und Lázně svaté Markéty im Norden, Velišův Mlýn und Jelemek im Nordosten, Leptač und Rohanov im Osten, Lučenice, Chroboly, Podlesí, Jelení Hora und Skříněřov im Südosten, Mošna, Sviňovice und Zbytiny im Süden, Blažejovice und Křišťanovice im Südwesten, Albrechtovice und Hlásná Lhota im Westen sowie Dobrá Voda, Petrovice, Radoň und Perlovice im Nordwesten.

## Geschichte
Das Dorf wurde in der 1. Hälfte des 14. Jahrhunderts durch das Kollegiatstift Vyšehrad als Säumersiedlung am Goldenen Steig von einem Lokator Konrad angelegt. Die erste schriftliche Erwähnung von Pfefferslags erfolgte im Jahre 1351, als der Vyšehrader Propst Heinrich von Leipa Konrads Sohn Peter das Erbgericht mit Schänke, Mühle und einer Hube Land sowie das Jagdrecht überschrieb und ihn erblich von den Abgaben befreite. Fünf Jahre später wurde das Dorf als Fepherslack bezeichnet. Bis zu den Hussitenkriegen gehörte das Dorf zu den Besitzungen des Vyšehrader Stiftes und fiel dann der königlichen Kammer zu, die die Herrschaft Wallern an die Herren von Raupowa verpfändete. Nachfolgende Besitzer waren die Herren von Rosenberg. Seit 1449 lässt sich die Namensform Fefry nachweisen. Zu Beginn des 17. Jahrhunderts gehörte die Herrschaft der Katharina von Gutenstein und fiel dann wieder der Hofkammer zu. König Ferdinand II. überließ die Herrschaft Wallern 1621 an Hans Ulrich von Eggenberg. Während des Dreißigjährigen Krieges erlosch die Pfarrei Pfefferschlag und das Dorf wurde nach Prachatitz eingepfarrt. Nachdem die Fürsten von Eggenberg 1717 im Mannesstamme ausstarben, fiel die Herrschaft den Fürsten zu Schwarzenberg zu, in deren Besitz sie bis 1848 blieb. Neben Danetschlag (Rohanov) war Pfefferschlag eines der beiden Wallerner Dörfer, die als Exklaven von den Territorien der Herrschaften Winterberg und Krummau umgeben waren.
Im Jahre 1838 bestand Pfefferschlag aus 36 Häusern mit 389 deutschsprachigen Einwohnern. Unter dem Patronat der Obrigkeit standen die Filialkirche der hl. Anna und die Schule. Außerdem gab es im Ort einen Kalksteinbruch und eine Mühle. Abseits, am Osthang des Libin, lag die der Stadt Prachatitz gehörige Waldkapelle St. Patriarch. Pfarrort war Prachatitz. Bis zur Mitte des 19. Jahrhunderts blieb Pfefferschlag der Allodialherrschaft Wallern untertänig.
Nach der Aufhebung der Patrimonialherrschaften bildete Pfefferschlag/Fefry mit den Ortsteilen  Perletschlag/Perlovice und Tonnetschlag/Rohanov eine Gemeinde im Gerichtsbezirk Prachatitz. Ab 1868 gehörte die Gemeinde zum Bezirk Prachatitz. Wegen der Entfernung nach Prachatitz und der im Winter oft nicht passierbaren Straße ließ die Gemeinde 1870 auf eigene Kosten einen Hilfsgeistlichen einsetzen. Im Jahre 1910 bestand das Dorf aus 47 Häusern und hatte 331 Einwohner. 1930 hatte die Gemeinde Pfefferschlag 398 Einwohner, von denen 318 im Kernort lebten. Im Oktober 1938 wurde die Gemeinde in Folge des Münchner Abkommens dem Deutschen Reich zugeschlagen und gehörte bis 1945 zum Landkreis Prachatitz. 1939 lebten in Pfefferschlag 405 Personen. Nach dem Ende des Zweiten Weltkriegs kam die Gemeinde an die Tschechoslowakei zurück. Die deutschböhmische Bevölkerung wurde auf Grund der Beneš-Dekrete zum großen Teil vertrieben. Die neuen Siedler waren zumeist slowakische Reemigranten aus Rumänien. Am 1. Oktober 1946 nahm eine einklassige tschechische Schule den Unterricht auf. Dieser gestaltete sich anfänglich als äußerst schwierig, da die meisten der Kinder aus sehr schlechten sozialen und hygienischen Verhältnissen von Analphabetenfamilien kamen. 1948 erfolgte die Eingemeindung von Sviňovice. Im Jahre 1950 wurde Fefry in Libínské Sedlo umbenannt. Im gleichen Jahr wurde die Schule zur Zwei-Klassen-Schule erweitert und im Dorf ein Kindergarten eröffnet. Der Ortsteil Rohanov wurde 1961 nach Chroboly umgemeindet. 1971 wurde Libínské Sedlo (mit Perlovice) nach Prachatice eingemeindet, zugleich wurde der Ortsteil Sviňovice der Gemeinde Zbytiny zugeordnet. Die Schule wurde 1976 geschlossen und die Kinder nach Prachatice umgeschult.
1991 hatte der Ort 62 Einwohner. Im Jahre 2001 bestand das Dorf aus 45 Wohnhäusern, in denen 110 Menschen lebten. 2011 lebten in Libínské Sedlo 107 Personen. Der Ort besteht aus 60 Häusern. Im Jahre 2011 gab es Bestrebungen zu einer Abtrennung von Prachatice und den Beitritt zur Gemeinde Záblatí, da sich die Einwohner wegen der im Dorf noch immer fehlenden Kanalisation und Kläranlage durch die Stadt vernachlässigt fühlten.
Am südlichen Ortsrand befindet sich am Libínský les eine Abfahrtspiste mit Liftbetrieb.

## Ortsgliederung
Der Ortsteil Libínské Sedlo bildet einen Katastralbezirk.

## Sehenswürdigkeiten
- Kirche der hl. Anna, der im 14. Jahrhundert errichtete spätgotische Bau weist starke Ähnlichkeit mit der Begräbniskirche von Staré Prachatice auf. Der älteste Teil ist das Presbyterium, das Schiff stammt aus dem 16. Jahrhundert. Der die Kirche umgebende Friedhof wurde um 1620 aufgehoben. 1728 erfolgte der Anbau des Kirchturmes mit Empore. Nach dem Einsturz des Sakristeigewölbes in Folge eines Blitzeinschlags wurde die Kirche in den Jahren 1732–1733 barock umgestaltet. Weitere umfassende Renovierungen erfolgten in den Jahren 1819, 1864, 1876, 1899 und 2001. Die Innenausstattung stammt aus der 1. Hälfte des 18. Jahrhunderts. Die Kirche ist als Kulturdenkmal geschützt.
- Berg Libín mit Aussichtsturm, Berghotel und Hochseilgarten
- Sommerlinde an der Kirche, der 25 m hohe Baum ist als Baumdenkmal geschützt.
- Naturdenkmal Upolíny, nördlich des Dorfes am Oberlauf des Fefrovský potok. Die Feuchtwiese mit einem Vorkommen der Trollblume wurde 1989 auf einer Fläche von 0,42 ha unter Schutz gestellt.